# Savage (videogioco)
Savage è un videogioco d'azione fantasy di genere misto sviluppato dalla Probe Software e pubblicato dalla Firebird Software nel 1988 per ZX Spectrum, Commodore 64 e Amstrad CPC. Nel 1989 Savage venne pubblicato anche per i computer a 16 bit Amiga, Atari ST e MS-DOS.

## Trama
La storia è un fantasy sword and sorcery, con l'eroe muscoloso e selvaggio che alla fine soccorre la sua amata dalle grinfie del "Guardiano Oscuro", uno stregone con un esercito di mostri e demoni al proprio servizio. Inizialmente il barbaro è prigioniero nel castello nemico e deve uscirne combattendo lungo i corridoi. Attraversa quindi la Valle della Morte, per poi scoprire che deve tornare al castello a salvare la sua donna. Stavolta invia un'aquila sotto il suo controllo psichico in una zona labirintica del castello, accessibile solo in volo.

## Modalità di gioco
Savage è un gioco in tre parti, molto diverse tra loro nella meccanica di gioco. Si può scegliere di iniziare la partita direttamente dalla seconda o terza parte, ma si deve inserire una password ottenuta in precedenza con il completamento delle parti precedenti, altrimenti si avrà a disposizione una sola vita anziché tre.
La prima parte consiste in un livello lineare a scorrimento laterale con un eroe guerriero muscoloso che combatte nelle segrete del castello. L'eroe può correre in orizzontale, saltare e abbassarsi, ed è armato inizialmente con una riserva illimitata di asce che lancia con traiettoria parabolica. Orde di creature volanti lo attaccano riducendone l'energia al contatto, inoltre deve evitare di cadere nei precipizi tra le piattaforme e affrontare dei boss lungo il percorso. Alcuni nemici uccisi rilasciano bonus o power-up sotto forma di energia o nuove armi.
La seconda parte è una sequenza d'azione in 3D con visuale in prima persona, in una porzione più stretta dello schermo, mentre il personaggio avanza velocemente sulla pianura nei pressi del castello. Il giocatore deve sparare a teschi e altri mostri volanti, evitando al contempo mostruosi totem di pietra. Si possono variare la direzione di avanzamento e l'angolo di mira verticale e sparare tramite un mirino fisso al centro dello schermo; l'arma è un circolo di stelle che converge verso il mirino. La fase è stata spesso giudicata simile a Space Harrier, sebbene abbiano in comune solo lo scorrimento 3D e i totem.
Nella terza parte l'aquila deve trovare la strada in un labirinto bidimensionale con visuale di lato e scorrimento multidirezionale. L'aquila può volare in tutte le direzioni o lasciarsi cadere fino a posarsi sulle piattaforme. Può sparare proiettili magici alle numerose creature nemiche e deve evitare anche trabocchetti e superfici istantaneamente letali. L'obiettivo è raccogliere quattro oggetti e raggiungere l'uscita. Alcuni calderoni sparsi per il labirinto permettono di recuperare l'energia.

## Critica
Your Sinclair diede al gioco 9 su 10, lodandone la grafica, dettagliata e colorata, ottenuta sullo Spectrum.
Zzap! apprezzò le versioni Commodore 64 e Amstrad CPC, votandole rispettivamente 84% e 89%, lamentandosi soprattutto dei tempi di caricamento multipli. Le stesse versioni ottennero 704/1000 da K, che fu molto impressionata dall'aspetto del gioco, ma notò anche il suo poco spessore. Guida Videogiochi definì la versione Amstrad "un superbo hit", anch'essa considerandola di ottima realizzazione ma non il massimo come interesse.
Nel 1990 i recensori di Dragon diedero 4 stelle su 5 al gioco per Commodore 64, affermando che "Savage è uno dei migliori giochi arcade per C64/128 che abbiamo giocato di recente. In particolare la colonna sonora è degna di nota, con la sua straordinaria qualità. Gli sprite sono ben realizzati e il gioco è veloce". Conclusero la recensione dicendo che "Sì, Savage è brutale (gioco di parole con il termine "savage" in inglese, che vuol dire appunto brutale) — sia con il palmo con cui si usa il joystick che con il dito con cui si preme il bottone per sparare. Se non si è abbastanza rapidi, si muore. [...] Savage è un ottimo gioco arcade/fantasy e ha un nome appropriato!"
Tra le versioni a 16 bit, The Games Machine e Videogame & Computer World recensirono quella per Amiga con voti di 86% e 8,4/10, entrambe notando la somiglianza del livello platform con Beyond the Ice Palace.